# تشكمكوي
تشكمكو هي مدينة في الضواحي الآسيوية لمدينة إسطنبول، تركيا. وأصبحت منطقة في عام 2009 بالانفصال عن العمرانية. وتم انتخاب أول عمدة لها، أحمد بويراز، في الانتخابات المحلية التركية لعام 2009 وهو من حزب العدالة والتنمية.